# Semecarpus reticulatus
Semecarpus reticulatus là một loài thực vật có hoa trong họ Đào lộn hột. Loài này được Lecomte miêu tả khoa học đầu tiên năm 1907.